# Gelbnacken-Grundtyrann
Der Gelbnacken-Grundtyrann (Muscisaxicola flavinucha) ist eine Vogelart aus der Familie der Tyrannen (Tyrannidae). Die Art hat ein großes Verbreitungsgebiet, das die südamerikanischen Länder Argentinien, Chile, Bolivien und Peru umfasst. Der Bestand wird von der IUCN als nicht gefährdet (Least Concern) eingeschätzt.

## Merkmale

Gelbnacken-Grundtyrann gemalt von Pierre Émile Levasseur (1828–1911)

Der Gelbnacken-Grundtyrann erreicht eine Körperlänge von etwa 20 Zentimetern. Die Oberseite ist überwiegend blass braungrau. Die Stirnkrone und der Augenbrauenbogen sind weiß. Der gelblichbraune bis gelbe Fleck am Hinterkopf fällt im Feld kaum auf. Die relativ langen Flügel sind etwas dunkler, wobei die Flügeldecken helle Ränder aufweisen. Der Schwanz ist schwarz, die äußeren Steuerfedern weißlich. Die weißgraue Unterseite wird am Bauch weiß. Jungtiere haben keinen ockerfarbenen Fleck am Hinterkopf.

## Verbreitung und Lebensraum

Verbreitungsgebiet des Gelbnacken-Grundtyranns:
Brutzeit
Außerhalb der Brutzeit

Das Habitat der Vögel sind karge, steinige Hänge mit Klippen und Geröll mit nur wenig krautartiger Vegetation. Man sieht sie häufig nahe Wasserläufen und Bergseen. Meist bewegen sie sich in Höhen zwischen 3000 und 4500 Metern über dem Meeresspiegel. Während der Brutzeit kann man sie auf der Isla Grande de Tierra del Fuego auch in Höhen zwischen 500 und 1000 Metern beobachten.

## Verhalten
Insbesondere während der Brutzeit bewegen sie sich in kleinen Gruppen. Außerhalb der Brutzeit sind sie auch oft mit anderen Grundtyrannen unterwegs. Die Vögel migrieren je nach Jahreszeit. Sind sie im Südsommer in Chile und Argentinien anzutreffen, so ziehen sie im Südwinter nach Norden von Bolivien bis nach La Libertad in Peru. Ihre Nester bauen sie in Löchern und Spalten in der Erde oder in Steinwänden. Die meiste Zeit verbringen sie bewegungslos sitzend. Deshalb nennt man im Spanischen die Grundtyrannen auch dormilona (=die Schlafenden).

## Lautäußerungen
Ihr Ruf klingt wie ein hohes tseet und erfolgt manchmal in eine Serie von Wiederholungen.

## Unterarten
Es sind zwei Unterarten beschrieben worden, die sich vor allem in ihrer Färbung unterscheiden:
- Muscisaxicola flavinucha flavinucha Lafresnaye, 1855[4] Die Nominatform brütet im nördlichen und zentralen Chile in der Regionen Antofagasta bis in den Süden der Provinz Colchagua sowie im Westen Argentiniens in der Provinz Mendoza bis Santa Cruz.
- Muscisaxicola flavinucha brevirostris Olrog, 1949[5]. Diese Subspezies brütet im Süden Chiles und Argentiniens, vor allem im südlichen Teil von Tierra del Fuego. Sie unterscheidet sich von der Nominatform durch einen kleineren Schnabel und kürzere Flügel. Die gesamte Färbung des Gefieders ist etwas dunkler.[6]

## Etymologie und Forschungsgeschichte
Frédéric de Lafresnaye hatte das Typusexemplar von dem Pariser Naturalienhändler Charles Parzudaki (1806–1889) oder dessen Stiefsohn François Charles Émile Fauqueux-Parzudaki (1829–1899) gekauft. Bei seiner Erstbeschreibung verwendete er bereits das heutig gültige Protonym.
Das lateinische Artepitheton »flavinucha« setzt sich aus den Worten »flavus« für »gelb« und »nucha« für »Nacken« zusammen. Das »brevirostris« der Unterart ist ebenfalls lateinischen Ursprungs und setzt sich aus den Worten »brevis« für »kurz« und »rostrum« für »Schnabel« zusammen.
»Muscisaxicola« ist eine Kombination aus den lateinischen Worten »Muscicapa« und »Saxicola«. »Muscicapa« (=Fliegenfänger) setzt sich wiederum aus »musca« für »Fliege« und »capere« für »fangen« zusammen. »Saxicola« ist ein Wortgebilde aus »saxum« für »Stein« und »colere« für »bewohnen«.